# Saint-Paul (quận)
Quận Saint-Paul là một quận của Pháp, nằm ở tỉnh Réunion, ở vùng Réunion. Quận này có 10 tổng và 5 xã.

## Các đơn vị hành chính

### Các tổng
Các tổng của quận Saint-Paul là: 
1. Les Avirons
2. L'Étang-Salé
3. Saint-Leu - Tổng thứ nhất
4. Saint-Leu - Tổng thứ nhì
5. Saint-Paul - Tổng thứ nhất
6. Saint-Paul - Tổng thứ nhì
7. Saint-Paul - Tổng thứ ba
8. Saint-Paul - Tổng thứ tư
9. Saint-Paul - Tổng thứ năm
10. Les Trois-Bassins

### Các xã
Các xã của quận Saint-Paul, và mã INSEE là: 
| 1. L'Étang-Salé (97404) | 2. Les Avirons (97401) | 3. Trois-Bassins (97423) | 4. Saint-Leu (97413) |
| 5. Saint-Paul (97415)   |                        |                          |                      |